# هارالد توچنیگ
هارالد توچنیگ (آلمانی: Harald Totschnig؛ زادهٔ ۶ سپتامبر ۱۹۷۴ ‏(۵۰ سال)) دوچرخه‌سوار اهل اتریش است.